# Ambuchanania
Ambuchanania é um género monotípico de musgos da classe Sphagnopsida que tem Ambuchanania leucobryoides como única espécie validamente descrita. A espécie apresente semelhanças morfológicas com o género Sphagnum e é endémica da Tasmânia. 

## Descrição
A espécie foi originalmente descrita como uma espécie de Sphagnum, sendo posteriormente transferida para um género separado com base na morfologia incomum e em diferenças genéticas.